# Stjepan II. Carigradski
Stjepan II. (grčki Στέφανος Β') bio je patrijarh Carigrada (925. – 928.). Bio je iz grada Amasije (danas Amasya) te je na mjestu patrijarha naslijedio Nikolu Mistika. Stjepan je umro u srpnju god. 928. te ga je naslijedio Trifon. 
Grčka pravoslavna crkva slavi Stjepana kao sveca te je njegov spomendan 18. srpnja.
| prethodnik Nikola Mistik | Patrijarh Konstantinopola | nasljednik Trifon Carigradski |